# Collisione tra la USS John S. McCain e la Alnic MC
Il 21 agosto 2017, alle 5:24  (ora locale) la USS John S. McCain (DDG-56), un cacciatorpediniere della classe Classe Arleigh Burke appartenente alla United States Navy, entrò in collisione con la petroliera liberiana Alnic MC al largo delle coste di Singapore e della Malaysia, ad est dello stretto di Malacca. Secondo un comunicato stampa della marina statunitense, la collisione provocò una falla che "causò l'allagamento dei compartimenti adiacenti, compresi i dormitori dell'equipaggio, sale macchine e centrali di comunicazione". Dieci marinai dell'US Navy morirono nell'incidente e 48 rimasero feriti, nonostante la rapida operazione di soccorso coordinata da parte delle autorità portuali di Singapore (Maritime Port Authority, MPA). Anche l'ente della sicurezza dei trasporti di Singapore (Singapore Transport Safety Bureau,  TSIB) iniziò un'indagine sulle cause e circostanze del disastro secondo le direttive del Organizzazione marittima internazionale in quanto Singapore era lo stato costiero adiacente all'incidente, per poi pubblicare i suoi risultati l'8 marzo del 2018. Il 24 agosto 2017 la marina degli Stati Uniti annunciò l'interruzione delle ricerche di eventuali sopravvissuti per concentrarsi sul recupero delle salme nei compartimenti allagati della nave. Entro il 27 agosto i sommozzatori della marina e dell'United States Marine Corps recuperarono le salme di tutte le dieci vittime.  Il McCain ritornò in servizio, dopo le estese riparazioni, nel giugno del 2020.

## Le indagini sull'incidente
Subito dopo l'incidente, fonti della marina degli Stati Uniti suggerirono, come probabili cause, il personale di plancia affaticato, cattiva comunicazione fra i membri dell'equipaggio, e un corridoio di navigazione sovraffollato. La CNN, citando un ufficiale della marina rimasto anonimo, affermò che la nave aveva perso il controllo del timone poco prima della collisione ma non era evidente la ragione per cui l'equipaggio non era stato in grado di utilizzare i sistemi di navigazione di riserva.
Questo incidente fu il secondo, dello stesso tipo, in soli due mesi con il precedente coinvolgente la pariclasse della John S. McCain, la USS Fitzgerald (DDG-62) e la portacontainer ACX Crystal. Nello stesso giorno della collisione, il Pentagono emanò un ordine per tutte le flotte statunitensi dislocate nel mondo di fare una breve "pausa operativa" per controllare le misure di sicurezza durante le due settimane seguenti ed iniziare una revisione completa delle procedure di sicurezza. Il comandante della U.S. 7th Fleet al momento dell'incidente, il viceammiraglio Joseph Aucoin, fu rimosso dal comando il 23 agosto 2017. Il contrammiraglio Richard Brown fu incaricato di dirigere l'inchiesta della marina sull'incidente.
Il 18 settembre 2017, il nuovo comandante della U.S. 7th Fleet, il viceammiraglio Phillip Sawyer, rimosse dai rispettivi comandi il contrammiraglio Charles Williams, comandante della Task Force 70, la flotta da battaglia della 7th Fleet, ed il capitano Jeffrey Bennett, al comando del Destroyer Squadron 15, la squadra a cui appartiene la USS John S. McCain. Per il 10 ottobre 2017, anche il comandante della John S. McCain, Alfredo J. Sanchez ed il suo primo ufficiale, Jessie L. Sanchez, furono rimossi dal comando. In un comunicato stampa, la U.S. 7th Fleet affermava che "mentre l'inchiesta è ancora in corso, è evidente che la collisione era evitabile, l'ufficiale al comando ha dimostrato scarso giudizio, ed il primo ufficiale ha esercitato un insufficiente controllo sull'addestramento dell'equipaggio."
Nell'agosto del 2019, l'ammiraglio Bill Galinis, che supervisiona la progettazione delle navi della U.S. Navy, affermò che i sistemi di navigazione touchscreen erano "overly complex" (eccessivamente complessi) poiché le imprese di costruzioni navali non ricevono abbastanza indicazioni su come i sistemi dovrebbero funzionare, così i marinai non sono sicuri di dove trovare i principali comandi sullo schermo; questa confusione ha contribuito alla collisione. La marina statunitense ha in programma di sostituire i touchscreen con ruote e leve, su tutte le navi, dalla metà del 2020.

### Il rapporto della US Navy
Il 1 novembre 2017, la US Navy pubblicò un "Memorandum for distribution".  a cui erano allegati due rapporti sulle collisioni della Fitzgerald e della John McCain. Il memorandum definiva i limiti legali dei rapporti allegati ed escludeva la trattazione delle azioni delle due navi commerciali coinvolte, la ACX Crystal e la Alnic MC. Il rapporto sull'incidente della John S. McCain ricostruiva così gli eventi:
- Il 20 agosto, vengono condotte delle riunioni preparatorie per l'attraversamento dello stretto di Singapore e viene provata la funzionalità del timone. Subito dopo la mezzanotte viene annotato sul giornale di bordo che uno dei radar non è più in funzione.
- Dopo le 01:00, il giornale riporta più frequenti punti nave condotti all'avvicinarsi della nave agli stretti ed l'ufficiale comandante era presente in plancia.
- Alle 02:16, la configurazione dei comandi della propulsione su i due assi viene modificata. Normalmente la potenza sui due assi viene controllata con un unico comando sulla consolle della nave (Ship's Control Console, SCC), ma, per aumentare la manovrabilità, la potenza sui due assi può esser controllata singolarmente su ciascun asse.[23]
- Alle 04:18, lo stato di allerta della nave fu portato a "Modified Navigation Detail" (personale di navigazione modificato), aumentando il numero del personale in plancia, una normale procedura prevista dalla U.S. Navy all'avvicinarsi delle 10 miglia nautiche (19 km) dalla linea di costa.[24]
- Dalle 04:27, il punto nave fu determinato e registrato ogni 5 minuti.[25]
- Alle 04:36, il sistema di governo fu commutato da automatico a manuale. Furono effettuate diverse correzioni di rotta, per evitare il traffico commerciale, ma non furono registrate.
- Alle 04:54, la Alnic MC fu individuata sul radar, dritta di prua, ad una distanza di meno di 8 miglia nautiche (15 km).
- La John S. McCain continuò a fare piccole correzioni di rotta per evitare altri navigli ed alle 05:18 procedeva a 20 nodi (37 km/h) su di una rotta di 230°. Per mantenere la rotta, compensando una corrente di marea, teneva tra 1 e 4 gradi di timone a destra.[25]
- Poco dopo, l'ufficiale di guardia in plancia si rese conto che il timoniere incontrava delle difficoltà a controllare contemporaneamente il timone ed i controlli della propulsione, ordinò il trasferimento del timone alla timoneria secondaria (Lee Helm).[26]
- Alle 05:20:39, il controllo del timone passò alla timoneria secondaria, questa azione riportò il timone al centro.
- Alle 05:20:47, la timoneria secondaria prese il controllo della propulsione su il solo asse di sinistra.
- Alle 05:21, la timoneria secondaria avvisò di aver perso il controllo del timone e l'ufficiale di guardia ordinò di trasferire i comandi alla postazione di controllo diretta, e di munire la timoneria di poppa. I controlli del timone di destra e sinistra furono trasferiti alla timoneria di poppa alle 05:21:13 ed alle 05:21:15, rispettivamente.
- Alle 05:22, la nave stava virando a sinistra ed l'ufficiale di guardia ordinò che le luci di via fossero cambiate per segnalare "nave fuori controllo" per segnalare ai natanti nelle vicinanze che la nave non era in grado di governare.[27]
- Durante il minuto seguente, la timoneria secondaria prese il controllo della propulsione, ma sul solo asse di destra, senza rendersi conto che il comando era separato su i due assi. L'ufficiale di guardia ordinò di ridurre la velocità, ma la potenza fu ridotta solo sull'asse di sinistra, aumentando il rateo di virata a sinistra.
- Il primo ufficiale avvisò l'ufficiale di guardia che la nave non stava rallentando, così l'ufficiale di guardia ordinò un'ulteriore riduzione di velocità che si tradusse in un nuovo aumento del rateo di virata. L'ufficiale di guardia avrebbe dovuto dichiarare di aver preso personalmente il controllo della manovra, ma non lo fece.[27]
- L'ufficiale di guardia ordinò "right standard rudder" (tutto il timone a destra) per virare a destra alle 05:23 e, un secondo dopo, la timoneria di poppa prese il controllo.
- 15 secondi dopo, la timoneria principale riprese il controllo con la modalità "Backup manual mode" (modalità manuale di riserva).
- Alle 05:23:24, il controllo della potenza sugli assi venne di nuovo unificato e la nave iniziò a rallentare.[27]
- Tre secondi dopo, il timoniere di poppa riprese il controllo del timone. Sul rapporto della Marina si nota come sia il quinto cambio in due minuti.
- Alle 05:23:44, furono ordinati quindici gradi di timone a destra e la John S. McCain smise di virare.
- Quattordici secondi dopo, alle 05:23:58, avvenne la collisione.[28]

L'interfaccia del sistema di navigazione risultò aver contribuito a confondere i timonieri.
Nessuna delle due navi assolse agli obblighi del regolamento internazionale per prevenire gli abbordi in mare che prevede di suonare cinque brevi segnali sonori o cinque lampi brevi (regola 34(d)) né cercarono un contatto via radio VHF.
Il rapporto censura l'equipaggio della John S. McCain relativamente a due principi: "Seamanship and Navigation" (marineria e navigazione) e per "Leadership and Culture" (comando e cultura). Il primo principiò si ritiene sia stato violato per non aver implementato un maggior livello di allarme richiesto dall'intenso traffico navale presente nell'area, che il personale per la manovra avrebbe dovuto essere convocato prima, e che entrambe le navi non eseguirono le segnalazioni visive e sonore previste e né utilizzarono la radio VHF. Per il secondo principio l'organizzazione della nave risulta carente, specificamente l'ufficiale di guardia non istituì il livello di allerta "Sea and Anchor", il personale di plancia non aveva partecipato alla riunione che pianificava la navigazione prevista, il comando non aveva assegnato alla plancia del personale sufficientemente esperto, l'ufficiale di guardia emise ordini non precedentemente pianificati e che non vennero comunicati a tutto il personale interessato alla manovra, che, a sua volta, non riferì le proprie azioni all'ufficiale di guardia.

### Il rapporto del NTSB
Il 19 giugno 2019 il National Transportation Safety Board (NTSB) pubblicò il rapporto sull'incidente.  Il rapporto concludeva che la causa probabile dell'incidente era la mancanza di un effettivo controllo operativo da parte della US Navy sulla condotta della John S. McCain che aveva portato ad un insufficiente addestramento dell'equipaggio e l'adozione di procedure inadeguate di gestione della plancia.  Insieme al rapporto furono incluse una serie di raccomandazioni per la modifica delle procedure e degli equipaggiamenti di governo delle navi della marina statunitense.

## Il trasporto a Yokosuka

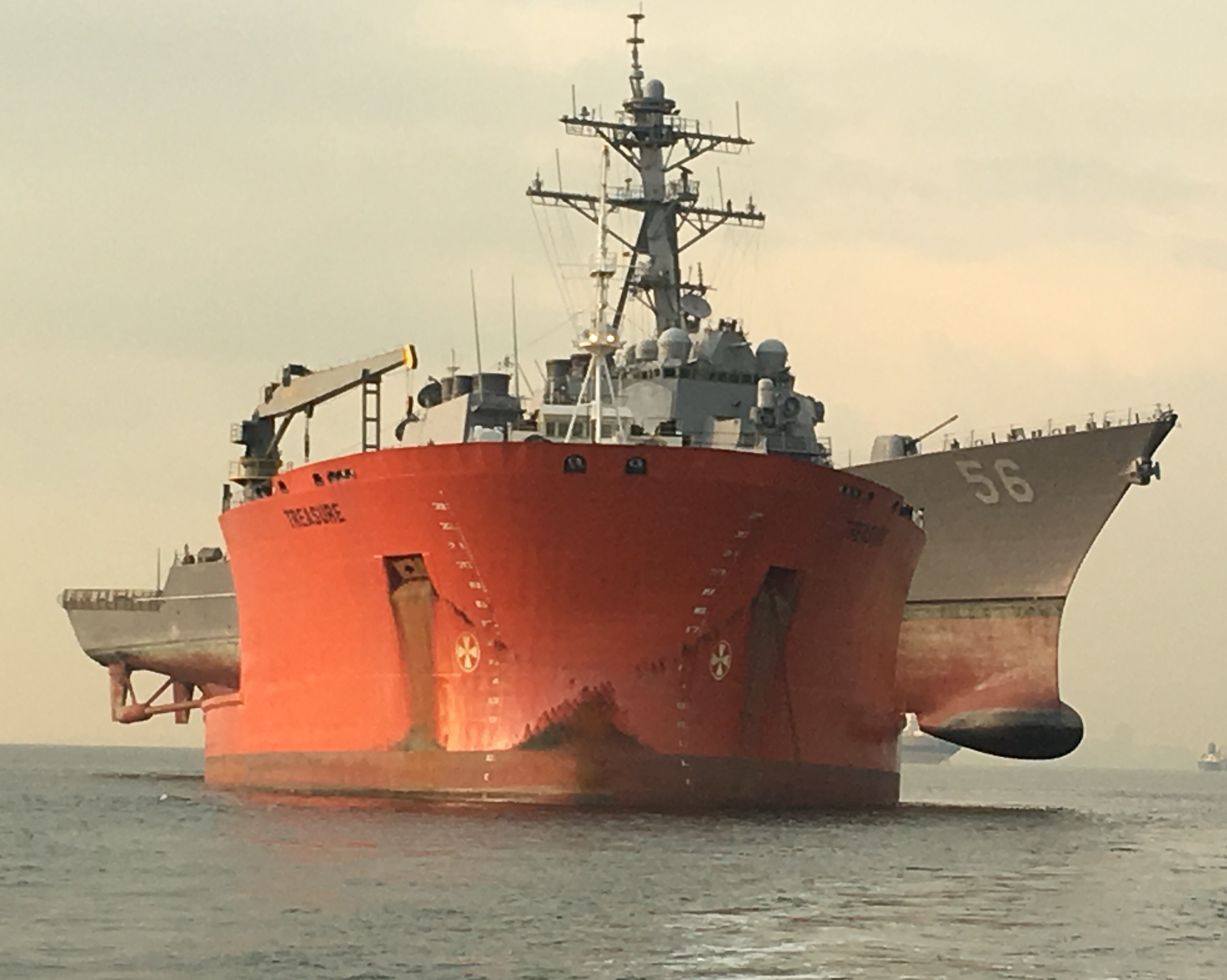
La John S. McCain caricata sulla MV Treasure, 7 ottobre 2017

Il 6 settembre 2017, Military Sealift Command stipulò un contratto con la ditta Dockwise, per trasportare la John S. McCain da Singapore a un cantiere navale statunitense presso il porto giapponese di Yokosuka. Le riparazioni, stimate in 230 milioni di dollari, avrebbero avuto la durata di un anno.  La nave fu caricata sulla nave semisommergibile Treasure l'11 ottobre 2017 e partì verso Yokosuka. nel novembre del 2018, la John S. McCain lasciò lo scalo del cantiere per essere trasferita ad un molo per continuare le riparazioni.
La nave rientrò in servizio nella Seventh Fleet solo nel giugno del 2020, quasi tre anni dopo l'incidente, dopo sei mesi di addestramento, al comando del capitano di fregata Ryan Easterday.
- Dichiarazione dell'ammiraglio John M. Richardson, Chief of Naval Operations, sull'incidente della John S. McCain
- John S. McCain viene trainata in porto presso la base navale di Changi a Singapore